# Francesca Sanvitale

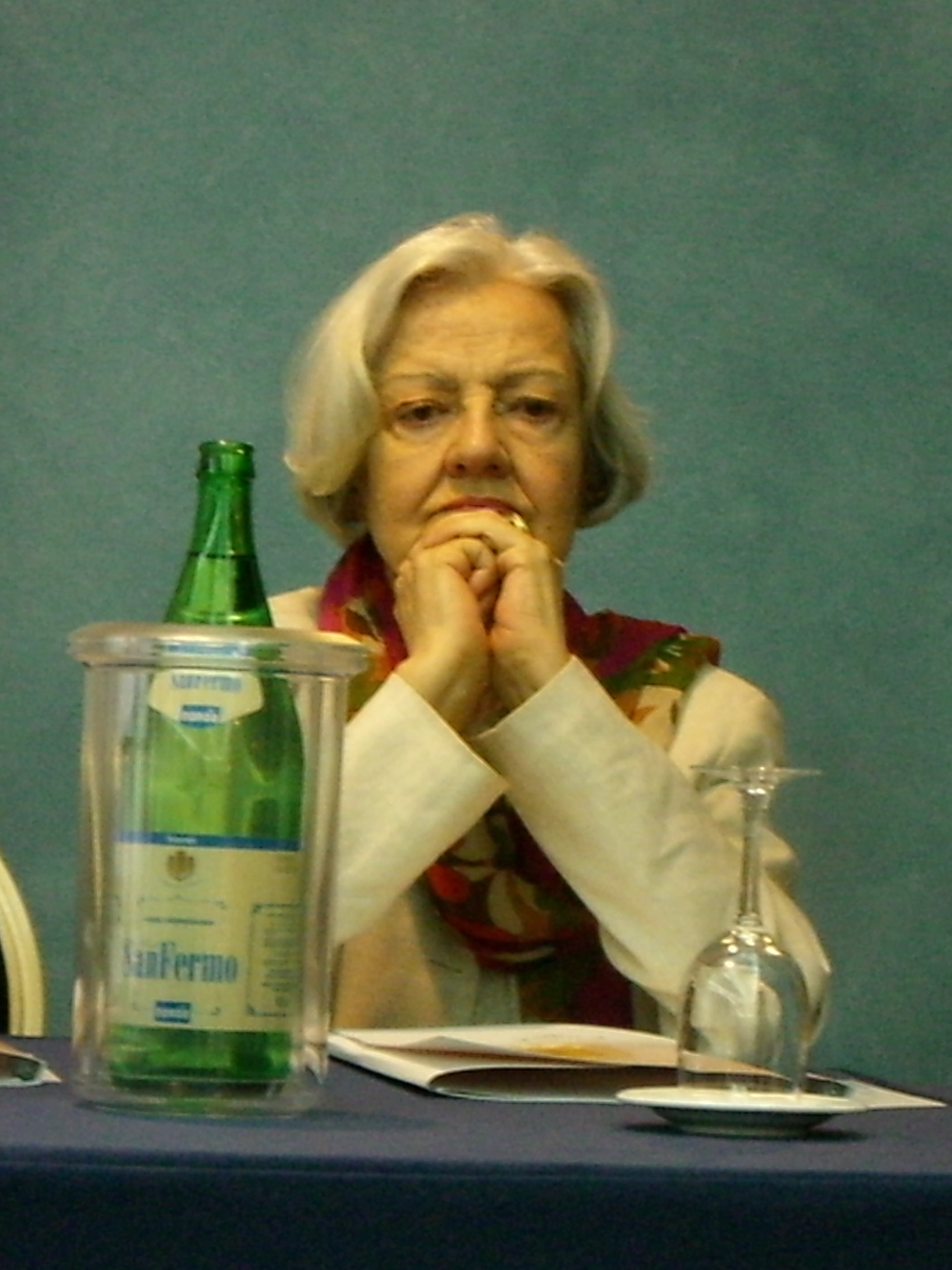

Francesca Sanvitale (geboren 17. Mai 1928 in Mailand; gestorben 9. Februar 2011 in Rom) war eine italienische Schriftstellerin und Journalistin, die mehrmals in der Endrunde für den Premio Strega stand und Gewinnerin des Premio Viareggio für Belletristik war.

## Leben

### Jugend und Ausbildung
Als uneheliche Tochter des Berufsoffiziers Tommaso Zanelli und von Maria Sanvitale, der Angehörigen eines verarmten Zweigs der Adelsfamilie Pallavicino aus Parma wuchs sie in schwierigen Familienverhältnissen auf. Mit zwölf Jahren zog Sanvitale mit ihrer Mutter nach Florenz. Sie studierte anschließend an der Universität Florenz bei Giuseppe de Robertis, Eugenio Garin und Roberto Longhi und schloss ihr Studium 1953 mit einer Arbeit über die Gedichte von Franco Sacchetti ab.

### Journalistin und Kulturschaffende
Nach dem Studium arbeitete Sanvitale zunächst für den italienischen Larousse, beim Verlag Vallecchi und als Journalistin. Ende der 1950er Jahre zog sie nach Mailand und las Manuskripte für die Verlage Bompiani und Mondadori, unter anderem von Elio Vittorini. 1961 zog Sanvitale nach Rom, um beim italienischen Staatsfernsehen RAI zu arbeiten. Dort arbeitete sie bis 1987 als Autorin von Kultursendungen und hatte Führungspositionen inne. Sie produzierte einige der ersten Fernsehserien der 1960er Jahre, darunter I racconti dell’Italia di ieri (1961) mit Autoren wie Arrigo Boito, Matilde Serao, Giovanni Verga, Emilio De Marchi, Edmondo De Amicis, Federico De Roberto und Caterina Percoto. 1963 entwickelte sie I grandi processi della storia, wo sie unter anderem die Fernsehadaption des Theaterstücks Die Ermittlung von Peter Weiss produzierte. 1970 folgten die Kultursendungen Persone, von 1974 bis 1976 Settimo giorno und die Serie Interviste impossibili, die auf dem Roman Tre operai von Carlo Bernari basierte. Sie verfilmte außerdem Uova fatali von Michail Bulgakov und Un matrimonio in provincia von Maria Antonietta Torriani. Bei der RAI lernte sie ihren späteren Ehemann Sergio Silva kennen, mit dem sie 1965 ihren Sohn Enrico bekam. Als ihr Mann nach seiner Beförderung zum stellvertretenden Direktor gezwungen war, nach Mailand umzuziehen, pendelte sie zwischen den beiden Städten hin und her. Aber Ende der 1960er Jahre konnte die Familie nach Rom zurückkehren, um sich dort dauerhaft niederzulassen.
In Rom schrieb Sanvitale noch einige Jahre für die Tageszeitungen La Nazione, Il Messaggero und l'Unità. Bis 1993 war sie Redaktionsmitglied der Literaturzeitschriften Nuovi Argomenti und MicroMega. Außerdem widmete sie sich der Verwaltung und den kulturellen Aktivitäten der Associazione Fondo Pier Paolo Pasolini und des Fondo Alberto Moravia.

### Schriftstellerin
1972 erschien Sanvitales erster Roman Il cuore borghese, von dem ein Kapitel in der Literaturzeitschrift Nuovi Argomenti veröffentlicht wurde. Sie hatte ihn zwischen 1962 und 1969 geschrieben. Mondadori bot an, den Bildungsroman in verkürzter Form zu veröffentlichen, was Sanvitale jedoch ablehnte. Es gelang ihr, den Roman ungekürzt beim Verlag Vallecchi zu veröffentlichen. Sie wurde dafür mit dem Preis für das Erstlingswerk beim Premio Viareggio ausgezeichnet.
Nach dem Tod ihrer Mutter im Jahr 1976 veröffentlichte sie Madre e figlia, einen zwischen 1977 und 1979 verfassten Roman, der ein beachtlicher Publikumserfolg wurde und der mit einer starken autobiografischen Komponente die italienische Geschichte zwischen Faschismus und Nachkriegszeit darstellt. Sie wurde damit Gewinner des Premio Fregene und des Premio Pozzale.
In L’uomo del parco setzt sich Sanvitale mit den Themen Krankheit, Neurose und Dissoziation des Ichs auseinander. Die individuelle Geschichte um die Protagonistin Giulia ist eng mit realen Ereignissen verknüpft, etwa der Entführung und Ermordung von Aldo Moro.
Es folgte mit La realtà è un dono ihre erste Sammlung von Kurzgeschichten, die mit dem Premio Lerici ausgezeichnet wurde. Neun der zehn Kurzgeschichten drehen sich um die Beziehungen zwischen Paaren und deren Sexualität. Die Beziehungsgeschichten werden später in dem Band Separazioni als Trennungen fortgesetzt.
Im Jahr 1989 übertrug sie Raymond Radiguets Le diable en corps für die Einaudi-Reihe Scrittori tradotti da scrittori vom Französischen ins Italienische.
1991 gewann sie den Premio Martina Franca mit ihrem Roman Verso Paola, der auch mit dem Premio Lago Maggiore und dem Premio Rieti ausgezeichnet wurde. Das Werk, das von einer Reise von Bozen nach Paola erzählt, thematisiert die Krise des zeitgenössischen Schriftstellers.
In dem historischen Roman Il figlio dell’Impero, der das Ergebnis vierjähriger Recherchen ist, wird das Leben des Sohnes Napoleons erzählt, der im Alter von nur drei Jahren am 29. März 1814, gezwungen war, Paris für immer zu verlassen. Durch eine individuelle Geschichte der Entwurzelung und des Identitätswechsels entsteht ein historisches Fresko Frankreichs und Österreichs zwischen 1814 und 1832. Im Mittelpunkt des Werks steht das familiäre Band zwischen Marie Louise von Österreich, die Kaiserin wurde und nach den schweren französischen Niederlagen bei ihrem Vater Franz I. von Habsburg Zuflucht suchte, und ihrem Sohn Napoleon.
In Tre favole dell’ansia e dell’ombra, einer Sammlung von Texten aus dem Jahr 1978, kehrte Sanvitale zu den Themen Krankheit, Selbstfindung und Sexualität zurück. In der umfangreichen Anthologie Le scrittrici dell’Ottocento beschäftigte sie sich mit dem Thema des weiblichen Schreibens. Sie stellte in dem Sammelband Texte von Eleonora De Fonseca Pimentel bis Matilde Serao zusammen.
In Camera ottica wechseln sich Essays über Simone de Beauvoir, Katherine Mansfield, Natalia Ginzburg, Lalla Romano und Gianna Manzini, aber auch Bruce Chatwin, Pier Paolo Pasolini, Neera, Alberto Moravia, Stendhal, Victor Hugo, Lew Tolstoi und die beiden Klassiker Tasso und Michelangelo - mit Reisenotizen, Zeitzeugenberichten und Beiträgen zu politischen und kulturellen Aktivitäten ab. Die Beschäftigungen mit historischen Texten soll den Blick schärfen für Themen der literarischen und kulturellen Gegenwart.
Nachdem sie am 1. Juni 2001 vom Staatspräsidenten zum Großoffizier der Italienischen Republik für kulturelle Verdienste ernannt worden war, veröffentlichte sie L’ultima casa prima del bosco, einen Roman, der auf Archivrecherchen in dem großen römischen Wohnhaus von Giacomo Impronta, einem ehemaligen Terroristen, basiert.
Im Jahr 2008 wurde Sanvitale mit dem Premio Chiara und dem Premio Viareggio für Belletristik für L’inizio è in autunno ausgezeichnet. Ausgangspunkt für den Roman ist die jüngsten Restaurierung von Michelangelos Fresken in der Sixtinischen Kapelle. In diesem Zusammenhang wird die Beziehung zwischen Michele, einem Psychiater in der Krise, und Hiroshi, einem chinesischen Restaurator, erzählt, sowie der Zusammenprall beider Kulturen.
Werke von Sanvitale wurden ins Französische, ins Deutsche, ins Englische, ins Spanische und ins Portugiesische übersetzt.

### Politisches Engagement
Im Jahr 2007 kandidierte Sanvitale bei den Vorwahlen zur Wahl der verfassungsgebenden Versammlung für den neu gegründeten Partito Democratico (PD).

## Auszeichnungen und Ehrungen (Auswahl)
- 1972: Premio Viareggio Opera Prima di narrativa und Finalistin beim Premio Strega für Il cuore borghese
- 1980: Finalistin beim Premio Strega für Madre e figlia
- 1984: Finalistin beim Premio Strega für L’uomo del parco[4]
- 1987: Spezialpreis der Jury beim Premio letterario nazionale per la donna scrittrice für La realtà è un dono
- 1994: Finalistin beim Premio Strega[5] und Premio Letterario Basilicata für Il figlio dell’Impero
- 1998: Premio Settembrini[6] und Finalistin beim Premio Chiara für Separazioni
- 2001: Grande Ufficiale Ordine al merito della Repubblica Italiana[7]
- 2003: Premio Dessì für L’ultima casa prima del bosco
- 2008: Premio Viareggio für L’inizio è in autunno

## Werke (Auswahl)

### Romane und Erzählungen
- Il cuore borghese. Vallecchi, Florenz 1972.
- Madre e figlia. Einaudi, Turin 1980.
  - deutsch: Mariannas Tochter. Übersetzung von Marianne Schneider. Ullstein, Frankfurt am Main / Berlin / Wien 1983, ISBN 978-3-550-06369-5.
- L’uomo del parco. Mondadori, 1984.
- La realtà è un dono. Mondadori, 1987.
- Verso Paola. Einaudi, 1991.
- Il figlio dell’Impero. Einaudi, 1993.
- Tre favole dell’ansia e dell’ombra. Il melangolo, 1994.
- Separazioni. Einaudi, 1997.[8]
- L’ultima casa prima del bosco. Einaudi, 2003.[9]
- L’inizio è in autunno. Einaudi, 2008.

### Sachbücher
- Mettendo a fuoco: Pagine di letteratura e realtà, Gremese, 1988.
- Le scrittrici dell’Ottocento: da Eleonora De Fonseca Pimentel a Matilde Serao, Istituto poligrafico e Zecca dello Stato, 1997.
- Camera ottica: Pagine di letteratura e realtà, Einaudi, 1999.
- Ritratti critici di contemporanei, Olschki, 2005.